# Alfonso II de Asturias
Alfonso II de Asturias (Oviedo, c. 760-20 de marzo de 842), apodado «el Casto», fue rey de Asturias en dos periodos distintos: primero en el año 783 y posteriormente entre los años 791 y 842, en que falleció. A su muerte, Nepociano, un familiar de parentesco no demasiado claro, le disputó el trono al futuro Ramiro I.
Durante su reinado, que abarcó un periodo de cincuenta y un años, se descubrió en Compostela la supuesta tumba del apóstol Santiago, por lo cual se conoce popularmente al monarca como "el primer peregrino".

## Biografía
Nacido en Oviedo hacia el año 760, era hijo de Fruela I y Munia. Al morir su padre quedó a cargo y cuidado de su tía Adosinda, esposa del rey Silo. Según el privilegio concedido por Ordoño II fue confiado para su educación a lo largo de toda su niñez al monasterio de Samos, en Galicia,

Postea vero, vene Proabus meus jam supradictus Dominus Adefonsus adhuc in pueritia, remorabit ibidem in Sammanos, et in alium locellum, quod dicunt Subregum in Ripa Laure, cum fratres, multo tempore, in tempore persecutionis ejus.

Durante el reinado de Silo, Alfonso tuvo a su cargo el gobierno y administración del palacio real. A la muerte de este fue elegido rey gracias al apoyo de su tía Adosinda y de los magnates y nobles de la corte, pero su tío Mauregato organizó una fuerte oposición y consiguió deponer a Alfonso, quien, ante el peligro que corría, buscó refugio en Álava entre sus parientes maternos.
Cuando Bermudo I renunció al trono debido a su derrota en la batalla de Burbia, Alfonso regresó a Asturias, donde fue proclamado rey en forma definitiva el 14 de septiembre de 791.
Trasladó la capital del reino a Oviedo y, a pesar de los saqueos de esta ciudad en 794 y 795 o la derrota de las Babias (18 de septiembre de 795), comenzó la Reconquista.
Se sabe que mantuvo contactos con el emperador Carlomagno. En 795 una embajada del rey astur se desplazó hasta Toulouse, donde se encontraba Ludovico Pío, a quien Carlomagno, su padre, le había encargado la defensa del reino franco contra las incursiones de los musulmanes desde España. El motivo de la embajada fue para solicitar una alianza. Otras dos delegaciones viajaron a la corte de los francos en 798, una en la primavera y otra en el invierno. El asunto tratado en la primera embajada en la primavera de 798 fue la herejía adopcionista contra la que Carlomagno combatía activamente. La segunda delegación, en el invierno de 798, fue para informar a Carlomagno del saqueo de Lisboa ese año aprovechando disensiones en el gobierno de Córdoba así como para entregarle parte del botín, formado por «siete armaduras, siete mulos y siete cautivos». 

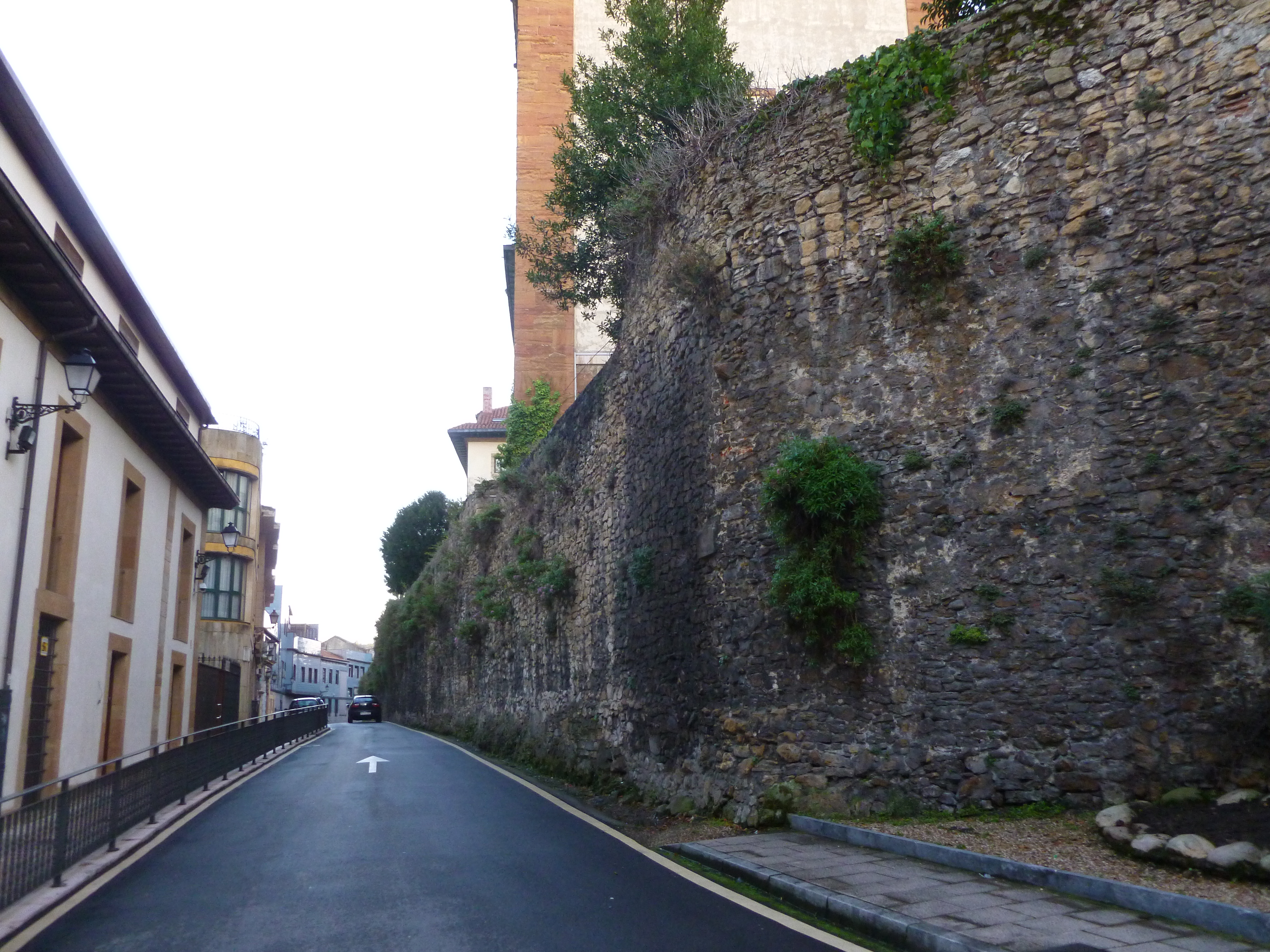
Restos de la muralla medieval de Oviedo, iniciada por Alfonso II

Venció a los musulmanes en Lutos (794), Narón y Anceo (825). También combatió en el río Orón (816), enfrentamiento que quedó en tablas. Gracias a las victorias sobre los musulmanes, afianzó su presencia en Galicia, León y Castilla, que reorganizará políticamente. Llegó a conquistar y gobernar temporalmente la ciudad de Lisboa, refundando también la despoblada Oporto, realizó correrías rescatando esclavos en manos musulmanas hasta Sevilla, o los godos en campos góticos (Ribera del Duero), despoblando la meseta norte como franja de seguridad contra los ataques musulmanes, y llevándose a esta población a las actuales Galicia, Asturias y Cantabria, dándoles allí tierras. Inicia así una política de alta densidad de población en la región norte, como base para la capacidad militar y base defensiva del reino de Asturias.
Fijó su corte en Oviedo, en donde construyó varias iglesias y un palacio (siendo Oviedo la cuarta capital tras Cangas de Onís, San Martín del Rey Aurelio y Pravia). En la actualidad solo quedan restos de la iglesia de San Tirso. En las afueras de los límites del Oviedo de su época levantó la iglesia de Santullano. Se cree que podría haber tenido dos residencial reales, una en el entorno de la catedral y otra en el solar que hoy ocupa la Fábrica de armas de La Vega, junto a San Julián de los Prados.

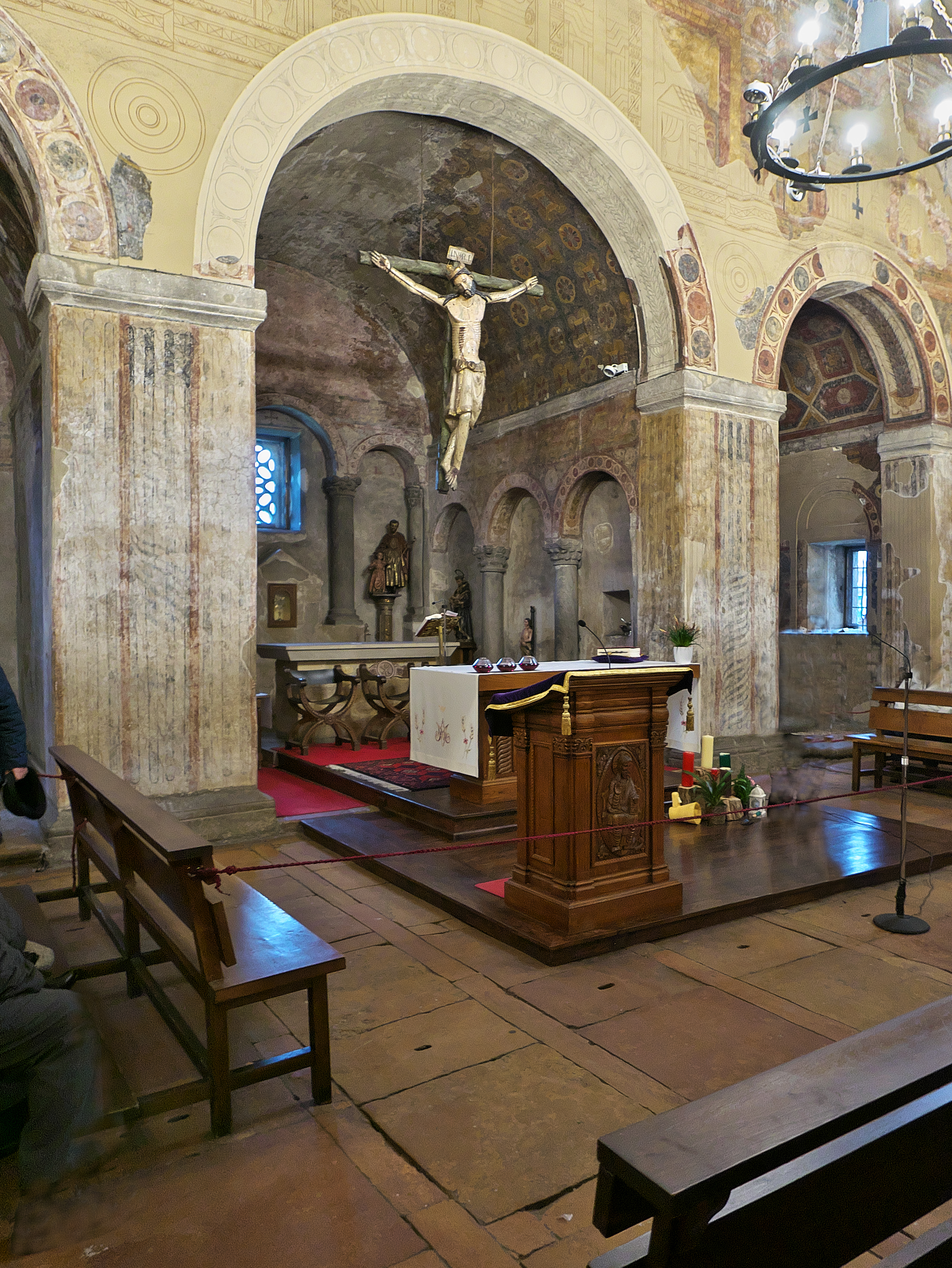
Interior de la iglesia de Santullano, construida por Alfonso II y según algunos investigadores, iglesias palatina de un complejo no hallado

La situación interna del reinado de Alfonso II tuvo un momento de gravedad entre los años 801 y 808, cuando el rey fue obligado a retirarse al monasterio de Ablaña ante la presión de un grupo nobiliario. Recuperó el trono gracias al noble Teudano, tras lo cual puso en marcha  una importante labor de reorganización del reino, vinculándose a la herencia visigoda para reforzar el poder real. El autor anónimo de la Crónica albeldense manifiesta que Alfonso restauró en Oviedo todo el orden gótico toledano, tanto en la Iglesia como en Palacio.
La Crónica sebastianense dice de él que murió en 842 «tras haber llevado durante 51 años casta, sobria, inmaculada, piadosa y gloriosamente el gobierno del reino».
La tradición afirma que bajo su reinado se produjo el descubrimiento de la tumba del apóstol Santiago por un ermitaño en Compostela (c. 830), hecho que convirtió este lugar en uno de los más importantes centros de peregrinación de toda la cristiandad. En el siglo XI, Alfonso fue considerado el primer peregrino y  en el siglo XX se le atribuyó la creación del camino primitivo que parte desde Oviedo. Más tarde, se hará famoso el dicho «Quien va a Santiago y no a San Salvador, visita al criado pero no al señor» en referencia al titular de la catedral de Oviedo y la importancia del rey astur en la consolidación del camino. El Camino de Santiago sería de vital importancia para la supervivencia del reino Astur, por la importancia logística del camino y su comercio, como por la llegada de técnicas y caballeros desde Europa, que servirían para afianzar el reino.
Al rey Alfonso II no se le conocieron o dieron a conocer relación con mujeres, de ahí el apodo de Alfonso II el Casto.

## Sepultura

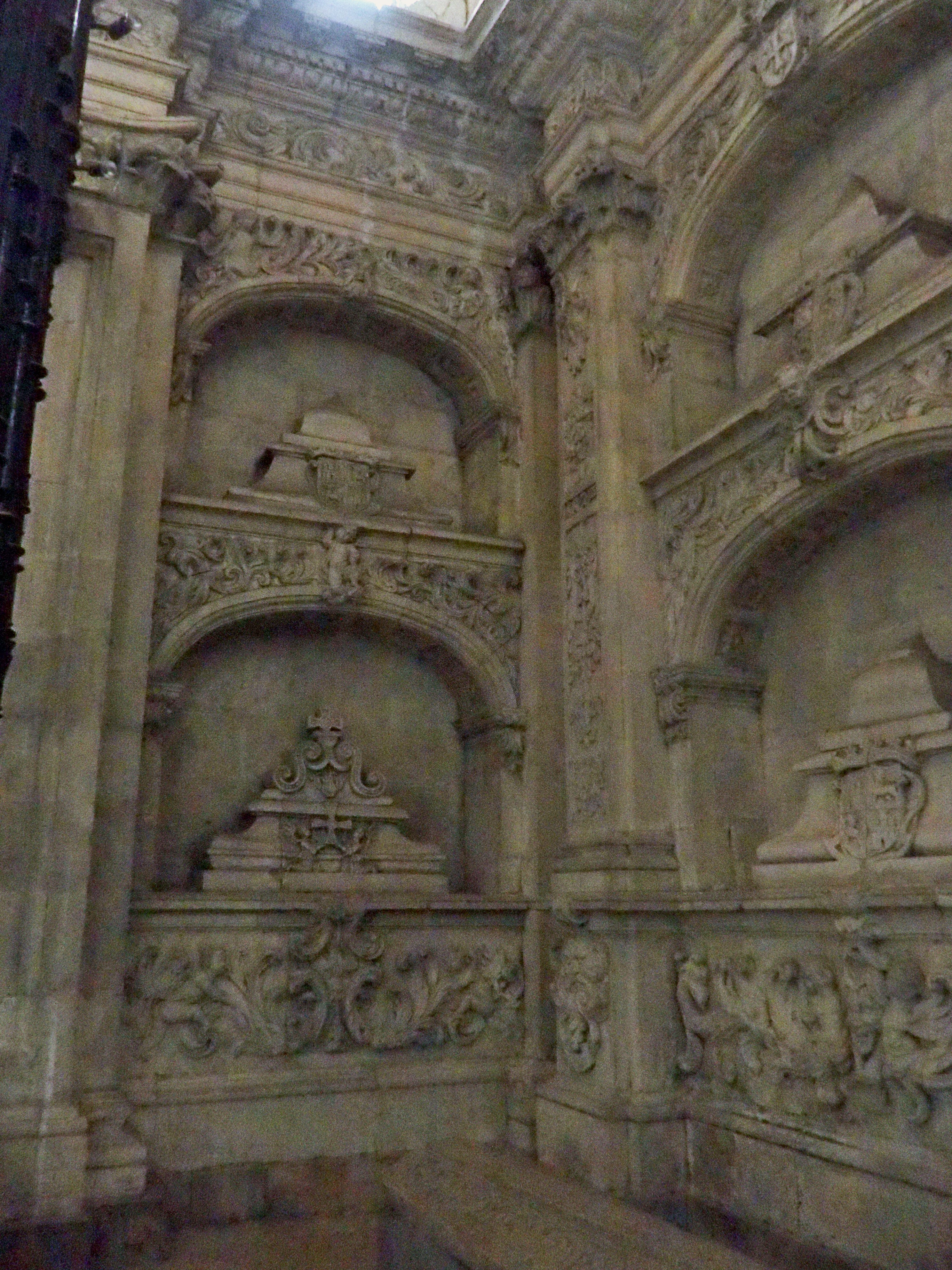
Panteón de reyes de la catedral de Oviedo.

Después de su defunción, el cadáver del rey Alfonso II recibió sepultura en el panteón de reyes de la iglesia de Nuestra Señora del Rey Casto de Oviedo, que el monarca había ordenado erigir, y en el que también fue sepultada su esposa, la reina Berta, según refiere el Cronicón de Cardeña. Junto a la entrada al panteón real, se encontraba el sepulcro que contenía los restos del rey Alfonso II, alzado dos pies sobre el suelo y cubierto por una tapa acofrada carente de adornos e inscripción. Sin embargo, la tradición y el lugar preeminente que ocupaba dicha tumba señalaban, en opinión de diversos historiadores, que en ella reposaban los restos del fundador de la iglesia y del panteón real.
No obstante, debido a la reconstrucción del panteón de reyes de la Catedral de Oviedo, llevada a cabo a comienzos del siglo XVIII, resulta imposible en la actualidad identificar e individualizar los restos mortales del rey Alfonso II el Casto, que se cuentan entre los allí sepultados.

## En la literatura española
Aparece como personaje en el perdido Cantar de Bernardo del Carpio y en la historia de este personaje legendario; también existe el romance Bernardo y el rey. Lope de Vega se inspiró en su biografía para componer una de sus primeras comedias, El casamiento de la muerte (h. 1597, impresa en 1604), y ubicó en su reinado la trama de Las famosas asturianas (1610-1612); por su parte, Antonio Mira de Amescua le consagró su Las desgracias del rey don Alfonso el Casto (1615). Es un personaje del poema épico culto barroco El Bernardo o la victoria de Roncesvalles de Bernardo de Balbuena. El dramaturgo del romanticismo Juan Eugenio Hartzenbusch escribió también el drama histórico Alfonso el Casto (1841).
En la novela histórica El caballero del jabalí blanco de José Javier Esparza Torres se relata de manera muy completa su vida (2012). Isabel San Sebastián en su novela La peregrina (2018) narra la historia real de la peregrinación que realizó Alfonso II en el siglo IX  en pos de las legendarias reliquias del apóstol Santiago. 

## Matrimonio
Según la Crónica General y la obra de Lucas de Tuy, Alfonso II contrajo matrimonio con una dama llamada Berta, emparentada según algunos historiadores con la casa real francesa. Sin embargo, las crónicas más antiguas no reflejan ningún matrimonio del rey, por lo que podría tratarse de un error del cronista tudense, confundido con la esposa del rey Alfonso VI, del mismo nombre.
| Predecesor: Silo      | Rey de Asturias 783     | Sucesor: Mauregato |
| Predecesor: Bermudo I | Rey de Asturias 791-842 | Sucesor: Ramiro I  |